# Migné
Migné ist eine französische Gemeinde mit 228 Einwohnern (Stand: 1. Januar 2022) im Département Indre in der Region Centre-Val de Loire; sie gehört zum Arrondissement Le Blanc und zum Kanton Saint-Gaultier. Die Einwohner werden Mignons genannt.

## Geographie
Migné liegt etwa 29 Kilometer westsüdwestlich von Châteauroux am Ufer des Flusses Cinq Bondes.
Nachbargemeinden von Migné sind Mézières-en-Brenne im Norden und Nordwesten, Vendœuvres im Norden, Méobecq im Nordosten, Nuret-le-Ferron im Osten, Chitray im Süden und Südosten, Ciron im Süden, Rosnay im Westen sowie Saint-Michel-en-Brenne im Nordwesten.

## Bevölkerungsentwicklung
| Jahr                      | 1962 | 1968 | 1975 | 1982 | 1990 | 1999 | 2006 | 2013 |
| Einwohner                 | 512  | 506  | 407  | 330  | 321  | 296  | 278  | 287  |
| Quelle: Cassini und INSEE |      |      |      |      |      |      |      |      |

## Sehenswürdigkeiten

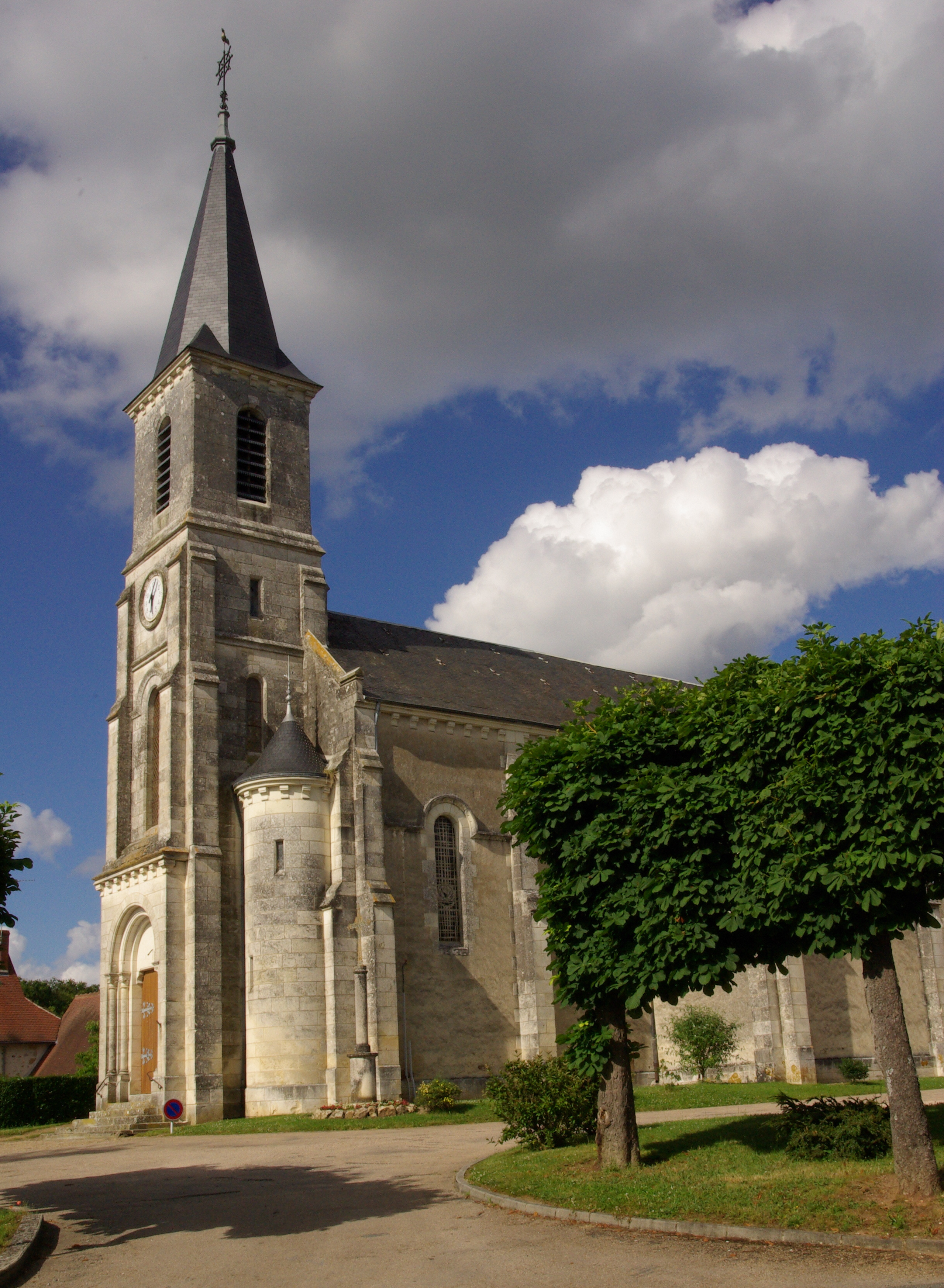
Kirche Saint-Pierre-et-Saint-Paul

- Kirche Saint-Pierre-et-Saint-Paul